# توباي
توباي (بالإنجليزية: Tupai)‏ هي جزيرة مرجانية تابعة لجزر المجتمع التابعة لبولينيزيا الفرنسية إقليم ما وراءالبحار الواقع في المحيط الهادئ والتابع لفرنسا.
تقع توباي على بعد 19 كلم إلى الشمال من جزيرة بورا بورا، وتنتمي إلى جزر ليوارد. هذه الجزيرة المرجانية الصغيرة تبلغ مساحتها 11 كم مربعاً فقط.
كما توجد سلسلة كبيرة منالشعاب المرجانية الواسعة في الحيد التابع لهذه الجزيرة.. لا يوجد في الجزيرة مقيمون دائمون باستثناء بعض العاملين في مزارع جوز الهند.
كما يوجد هناك مطار خاص في توباي تم افتتاحه في عام 2001 وهو محدود الاستخدام.

## الإدارة
هذه الجزيرة المرجانية تنتمي إدارياً لبلدية بورا بورا.

## وصلات خارجية
- قائمة بالجزر المرجانية باللغة الفرنسية